# Dyspanopeus
Dyspanopeus is een geslacht van kreeftachtigen uit de klasse van de Malacostraca (hogere kreeftachtigen).

## Soorten
- Dyspanopeus sayi (Smith, 1869)
- Dyspanopeus texanus (Stimpson, 1859)